# David Nalbandian
David Nalbandian (1 de Janeiro de 1982, Córdoba) é um ex-tenista profissional argentino, descendente de armênios e italianos, assim como seu colega de profissão, o ex-tenista norte-americano André Agassi.
Nalbandian iniciou sua carreira profissional no ano 2000 e seu melhor ranking em simples na ATP foi a 3ª colocação por um período de 19 semanas em 2006. 
David Nalbandian foi o primeiro argentino a disputar a final do Grand Slam de Wimbledon. Mas perdeu o título para o australiano Lleyton Hewitt pelas parciais de 6–1, 6–3 e 6–2. 
O maior feito da sua carreira foi ganhar o ATP Finals em 2005 onde bateu na final o suíço Roger Federer, então n.º 1 do ranking da ATP, por 6-7(4) 6-7(11) 6-2 6-3 e 7-6(3).
No ano de 2007 venceu o Masters 1000 de Madrid frente ao suíço Roger Federer e o Masters 1000 de Paris frente ao espanhol Rafael Nadal. Em 2006 foi vice-campeão da Copa Davis, defendendo a Argentina na derrota para a Rússia. Retirou-se das quadras em outubro de 2013.

## Grand Slam finais

### Simples: 1 (1 vice)
| Resultado | Ano  | Campeonato | Piso  | Oponente       | Placar        |
| --------- | ---- | ---------- | ----- | -------------- | ------------- |
| Vice      | 2002 | Wimbledon  | Grama | Lleyton Hewitt | 1–6, 3–6, 2–6 |

## ATP finals

### Simples: 1 (1 título)
| Resultado | Ano  | Campeonato | Piso        | Oponente      | Placar                                   |
| --------- | ---- | ---------- | ----------- | ------------- | ---------------------------------------- |
| Campeão   | 2005 | Shanghai   | Carpete (i) | Roger Federer | 6–7(4–7), 6–7(11–13), 6–2, 6–1, 7–6(7–3) |

## Masters 1000 finais

### Simples: 6 (2 títulos, 4 vices)
| Resultado | Ano  | Campeonato | Piso     | Oponente           | Placar        |
| --------- | ---- | ---------- | -------- | ------------------ | ------------- |
| Vice      | 2003 | Montréal   | Duro     | Andy Roddick       | 1–6, 3–6      |
| Vice      | 2004 | Rome       | Saibro   | Carlos Moyá        | 3–6, 3–6, 1–6 |
| Vice      | 2004 | Madrid     | Duro (i) | Marat Safin        | 2–6, 4–6, 3–6 |
| Campeão   | 2007 | Madrid     | Duro (i) | Roger Federer      | 1–6, 6–3, 6–3 |
| Campeão   | 2007 | Paris      | Duro (i) | Rafael Nadal       | 6–4, 6–0      |
| Vice      | 2008 | Paris      | Duro (i) | Jo-Wilfried Tsonga | 3–6, 6–4, 4–6 |

## Confrontos vs Tenistas Top 10
Tenistas que foram  N. 1 estão em destaque.
- Roger Federer 8–11
- Richard Gasquet 7–0
- Nikolay Davydenko 7–5
- Robin Söderling 6–1
- Tommy Robredo 6–3
- Rainer Schüttler 6–4
- Tim Henman 5–1
- Fernando González 5–3
- David Ferrer 5–9
- Mario Ančić 4–0
- Arnaud Clément 4–0
- Tomáš Berdych 4–1
- Nicolás Almagro 4–2
- Marin Čilić 4–2
- Juan Carlos Ferrero 4–3
- Carlos Moyá 4–3
- Ivan Ljubičić 4–5
- Nicolás Massú 3–1
- Juan Mónaco 3–1
- Juan Martín del Potro 3–1
- Félix Mantilla 3–2
- Lleyton Hewitt 3–3
- Marat Safin 3–6
- Stanislas Wawrinka 3–6
- Jonas Björkman 2–0
- Albert Costa 2–0
- Karol Kučera 2–0
- Sébastien Grosjean 2–1
- John Isner 2–1
- Mark Philippoussis 2–1
- Gilles Simon 2–1
- Paradorn Srichaphan 2–1
- Radek Štěpánek 2–1
- Guillermo Cañas 2–2
- Guillermo Coria 2–2
- Thomas Johansson 2–2
- Mikhail Youzhny 2–2
- Marcos Baghdatis 2–3
- Janko Tipsarević 2–3
- Andy Roddick 2–4
- Andy Murray 2–5
- Rafael Nadal 2–5
- Gustavo Kuerten 1–0
- Todd Martin 1–0
- Marc Rosset 1–0
- Wayne Ferreira 1–1
- Nicolas Kiefer 1–1
- Jürgen Melzer 1–1
- Jiří Novák 1–1
- Jo-Wilfried Tsonga 1–1
- Gaël Monfils 1–3
- Novak Djokovic 1–4
- Andre Agassi 0–1
- Gastón Gaudio 0–1
- James Blake 0–2
- Mardy Fish 0–2
- Yevgeny Kafelnikov 0–2
- Fernando Verdasco 0–3
- Tommy Haas 0–5

## Desempenho emGrand Slams
| Torneio           | 2000 | 2001 | 2002 | 2003 | 2004 | 2005 | 2006 | 2007 | 2008 | 2009 | 2010 | 2011 | 2012 | 2013 | V–D   | Vitórias % |
| ----------------- | ---- | ---- | ---- | ---- | ---- | ---- | ---- | ---- | ---- | ---- | ---- | ---- | ---- | ---- | ----- | ---------- |
| Australian Open   | A    | A    | 2R   | QF   | QF   | QF   | SF   | 4R   | 3R   | 2R   | A    | 2R   | 2R   | A    | 26–10 | 72.22      |
| Roland-Garros     | A    | A    | 3R   | 2R   | SF   | 4R   | SF   | 4R   | 2R   | A    | A    | A    | 1R   | A    | 20–8  | 71.43      |
| Wimbledon         | A    | A    | F    | 4R   | A    | QF   | 3R   | 3R   | 1R   | A    | A    | 3R   | 1R   | A    | 19–8  | 70.37      |
| US Open           | A    | 3R   | 1R   | SF   | 2R   | QF   | 2R   | 3R   | 3R   | A    | 3R   | 3R   | A    | A    | 21–10 | 67.74      |
| Vitórias–Derrotas | 0–0  | 2–1  | 9–4  | 13–4 | 10–3 | 15–4 | 13–4 | 10–4 | 5–4  | 1–1  | 2–1  | 5–3  | 1–3  | 0–0  | 86–36 | 70.49      |